# سيلفيا مارتي
سيلفيا مارتي (بالإسبانية: Silvia Marty)‏ هي ممثلة إسبانية، ولدت في 10 يوليو 1980 ببرشلونة في إسبانيا.

## وصلات خارجية
- سيلفيا مارتي على موقع IMDb (الإنجليزية)
- سيلفيا مارتي على موقع ألو سيني (الفرنسية)
- سيلفيا مارتي على موقع كينوبويسك (الروسية)